# ستيفن جاي همسلي
ستيفن جاي همسلي (بالإنجليزية: Stephen J. Hemsley)‏ هو مدير أمريكي، ولد في 1952 في الولايات المتحدة.

## وصلات خارجية
- ستيفن جاي همسلي على موقع إن إن دي بي (الإنجليزية)